# 相川久太郎

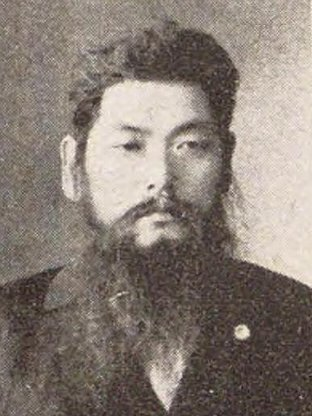
相川久太郎

相川 久太郎（あいかわ きゅうたろう、元治元年8月15日（1864年9月15日） - 大正15年（1926年）2月21日）は、日本の衆議院議員（立憲政友会）。弁護士。

## 経歴
加賀国江沼郡東谷口村（現在の石川県加賀市）に山口庄助の二男として生まれ、相川家の養子となった。東京で法律学を学び、弁護士試験に合格。法律事務所を開業した。また、石川県会議員に選出された。
1890年（明治23年）第1回衆議院議員総選挙に出馬し当選。第11回衆議院議員総選挙で再選された。
その他、石動電気株式会社取締役、能登電気株式会社監査役、飛越電気株式会社監査役を務めた。